# Mendaza (concejo)
Mendaza es un pequeño concejo capital del municipio de Mendaza en la Comunidad Foral de Navarra, situado en la Merindad de Estella, en la comarca de Estella Oriental y a 67 km de la capital de la comunidad, Pamplona. Su población en 2017 fue de 102 habitantes (INE).
El municipio, además de Mendaza, lo componen los concejos: Acedo, Asarta  y Ubago.

## Historia

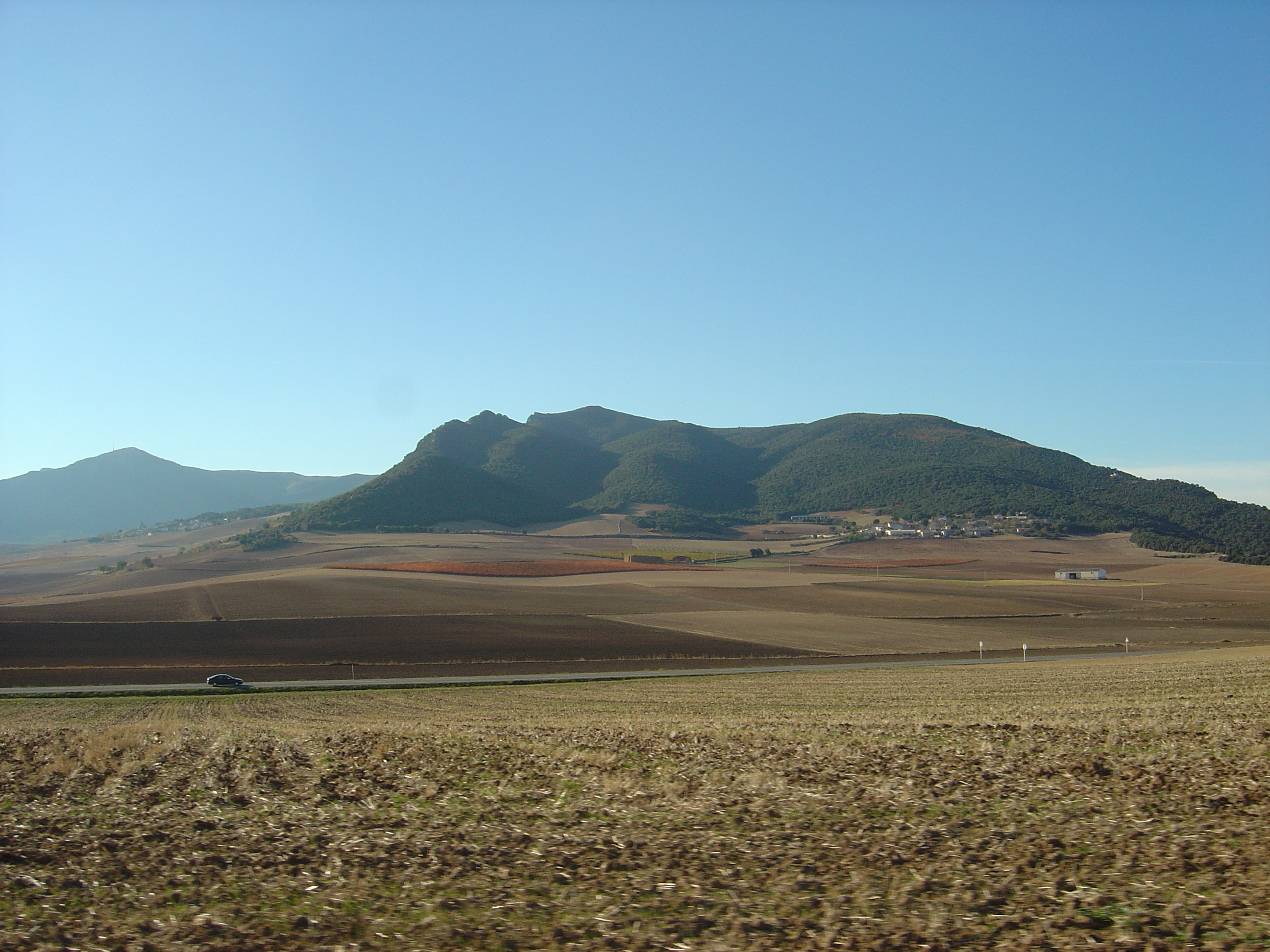
Campo de la batalla de Mendaza. Asarta enfrente. En el extremo izquierdo de la montaña de Asarta se encuentra Desiñana. Nazar al fondo a la izquierda y detrás la sierra de Codés.

Sus primeras noticias documentales datan de 1154, cuando un tal Pedro, abad del Monasterio de Irache, entrega a Sancho Sanz de Mendaza la casa y la heredad que el monasterio tenía en el municipio. Posteriormente en 1235 hay documentos que se refieren a la pecha que sus vecinos pagaban a la corona. Algo después, el rey Carlos II perdonó durante diez años la mitad de la pecha que recibía para compensar la disminución de la población de la localidad: azotada por la peste y las guerras, al parecer su número de habitantes cayó “de 100 a 10”.  Perteneció a la familia noble de los Sarasa desde 1447, sin embargo les fue arrebatado en 1451 por tomar partido por el Príncipe de Viana. Durante la I Guerra Carlista, se libró la Batalla de Mendaza el 12 de diciembre de 1834.

## Cultura

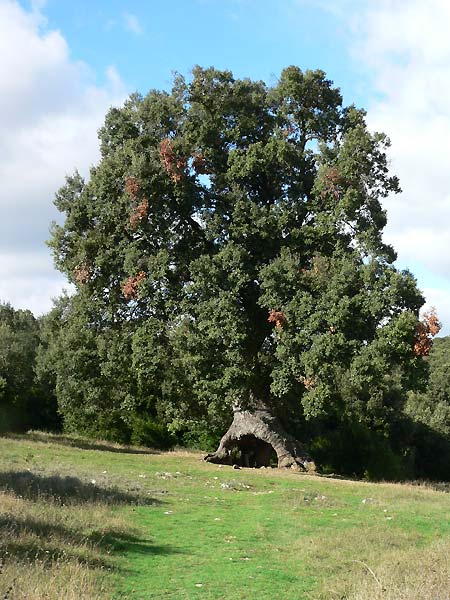
Encina de las Tres Patas.

### Patrimonio
- Balsa de Mendaza, yacimiento arqueológico de Eneolítico-Bronce.[3]
- Castro de la Edad del Hierro.
- Parroquia de San Félix.
- Ermita de Santa Coloma.
- Ermita del Calvario.
- Encina Tres Patas de Mendaza, monumento Natural de Navarra.

### Instalaciones culturales
- Centro Cívico Santa Coloma.

### Patrimonio inmaterial
Festividades y tradiciones
- Patronales (Último fin de semana de junio).[4]
- Fiesta del Valle de La Berrueza (1er domingo de septiembre).[4]

- Romería a Santa Colomba de Rieti (Domingo siguiente al 20 de mayo)[4]
- Romería a la Ermita del Calvario (14 septiembre).[4]
- Romerías a San Gregorio Ostiense y Santuario de Codés.[4]